# 3C 147
3C 147（B0538+498）是一个致密陡谱源的（CSS）类星体，发现于1964年。它位于御夫座之中，在天空中与五等星五车增十七相距不远。
遥远星系的“距离”取决于使用哪种距离测量方法。它的紅移值为0.545， 来自这个活动星系核的光估计要花费大约51亿年才能到达地球。 但是因为宇宙的膨胀，现在这个星系的进动距离大约是64亿光年（1974 Mpc）。
超長基線陣列（VLBA）观测表明存在一个由两个组成天体A和B所控制的复杂的中心区域。 该射线源的两个组成天体的分离视向速度似乎正以超光速運動（并非实际速度），速度为1.2 ± 0.4 c，而且在不断加速。